# Anoplognathus viriditarsis
Anoplognathus viriditarsis es una especie de escarabajo perteneciente al género Anoplognathus, de la familia Scarabaeidae, orden Coleoptera. Fue descrita por William Elford Leach en 1815.
La especie lleva el nombre viriditarsis que significa pie verde y hace alusión a los reflejos en sus tarsos. Esta especie suele ser llamada o conocida como escarabajo reina.

## Descripción
Mide 18-25 mm de longitud. Esta especie presenta una coloración que va desde el amarillo hasta el marrón rojizo. La parte de la cabeza y el pronoto son oscuros. Tórax con pelaje denso y largo, el abdomen se compone de pelaje corto y disperso. Las patas presentan una tonalidad amarillenta y varía a marrón rojizo. Los tarsos son oscuros.
Suele diferenciarse de otros ejemplares del género Anoplognathus por el pigidio que es brillante. Además por el clípeo masculino que presenta forma de pala.

## Distribución
Se distribuye por el sudeste de Australia, desde Bundaberg y Queensland hasta Melbourne y Victoria. Reportado en Sídney.